# Три корони

Малий герб Швеції без щита

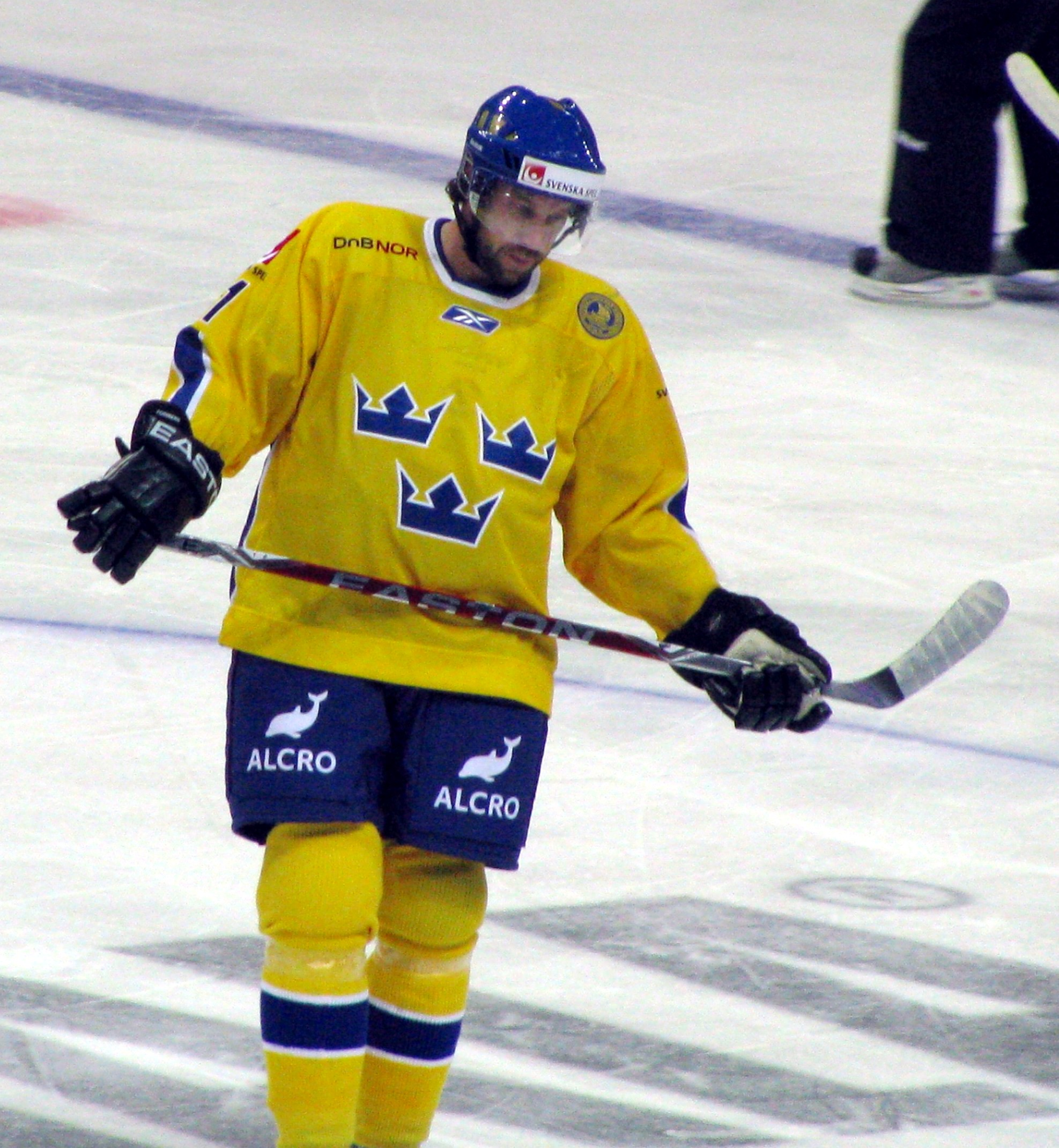
Петер Форсберг у формі Національної збірної Швеції з хокею

Тре крунур (швед. tre kronor, дослівно  «три корони») — національний геральдичний символ Швеції, який присутній на державному гербі Швеції і складається з трьох відкритих корон, розташованих дві над однією, на блакитному тлі. Давніший державний символ Швеції — лев Фолькунгів.

## Історія і значення

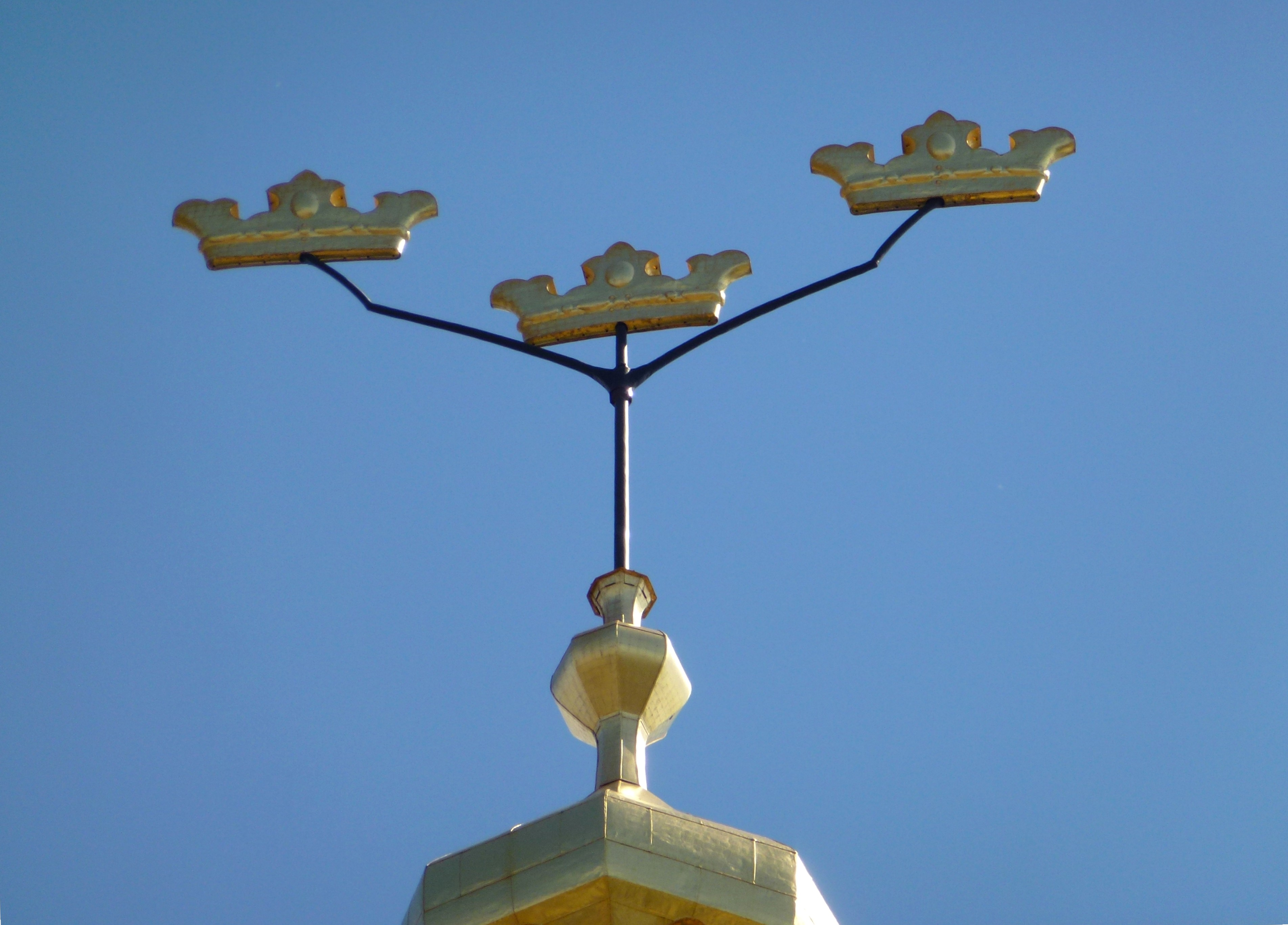
Три корони на Стокгольмській ратуші

В 1539 році Олаф Магнус зазначив, що Три корони — це історичний символ держави свеїв, а Лев Фолькунгів — символ держави гетів. Трохи пізніше Юнас Петрі Клінт пояснював його як символ трьох основних багатств Швеції: гір, лісів та води. Йоханнес Шефферус припускав, що три корони символізують трьох скандинавських язичницьких богів: Тора, Одина та Фрея: ця точка зору стає дуже популярною серед готицистів у XVII і XVIII століттях. У кінці XIX століття історики брати Хильдебрандт висунули припущення, що Три корони були шведським варіантом герба Альбрехта Мекленбурзького. За часів Кальмарської унії Три корони були присутні й на гербі королеви Маргарити. У 1980-ті роки французькі історики знайшли доказ, що Три корони використовувалися як символ Швеції ще в 1330-ті роки королем Магнусом Еріксоном: герб Три корони входить у мальований фриз у Папському палаці в Авіньйоні. На цьому фризі представлені герби всіх кардиналів і держав, які в 1336 році брали участь у планах Хрестового походу.
Однак сам герб Три корони використовувався і раніше. У XIII столітті вони з'явилися на гербі Кельну як символ Трьох Святих королів, мощі яких були перевезені в Кельн з Мілану в 1064 році Фрідріхом Барбароссою. У середньовічній традиції Три корони вважалися гербом легендарного короля Артура. З 1294 році цей герб використовував і краківський єпископ Ян Мускату, після чого він став гербом всього краківського єпископства, а в XV столітті також і гербом Віленського капітулу.
З 1938 року Три корони присутні також на спортивній формі Національної збірної Швеції з хокею. З 1982 року використання Трьох корон як символу Швеції захищено законом.

## Галерея

Малий герб Швеції
Прапор Речі Посполитої
Герб Оксфордського університету
Прапор Виборга
Герб Сен-Бартельмі
Герб Манстера
Прапор Східної Англії
Герб Борріани

### Україна

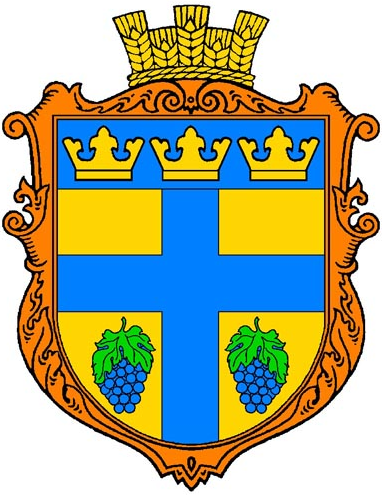
Герб села Зміївка, єдиного шведського поселення на території України
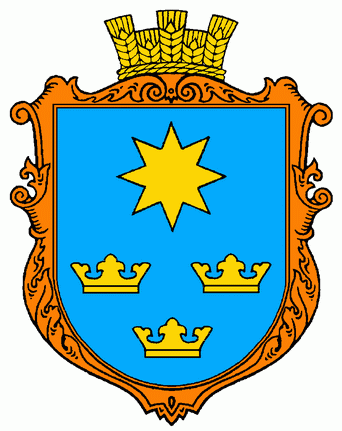
Герб села Різдвяни
Герб Дивізії «Галичина»
Герб Королівства Галичини та Володимирії
Герб Королівства Галичини та Володимирії (1782)